# Comté de Wolfe (Kentucky)
Pour les articles homonymes, voir Comté de Wolfe et Wolfe.
Le comté de Wolfe est un comté situé dans l'État du Kentucky aux États-Unis. Son siège est Campton. Lors du recensement de 2010, sa population était de 7 355 habitants.

## Histoire
Fondé en 1860, le comté a été nommé d'après Nathaniel Wolfe.